# Go IV
Go IV is een televisieprogramma van Ketnet dat wordt gepresenteerd door Sofie Van Moll of Sander Gillis. Elke week nemen twee ploegen van vier personen het tegen elkaar op om de Go IVtrofee te winnen. Daarvoor moeten ze vijf opdrachten doen: vier individuele opdrachten en één groepsopdracht. Er zijn verschillende opdrachten, zoals mentaal, avontuur, quiz, snelheid of in het donker.
De afleveringen worden gefilmd op verschillende Vlaamse locaties. Go IV is een programma van het Belgische televisieproductiehuis Sultan Sushi.
Eind 2013 werd een zesde seizoen aangekondigd. De opnamen vonden plaats in Jupille. De nieuwe presentator was Sander Gillis.
| Seizoen | Uitgezonden vanaf | Locaties                                                    | Aantal afleveringen                                         |
| ------- | ----------------- | ----------------------------------------------------------- | ----------------------------------------------------------- |
| 1       | 3 april 2006      | Fort 4 in Mortsel                                           |                                                             |
| Special | 2 oktober 2006    | ?                                                           | 1 speciale aflevering met Eurosong for Kids 2006-kandidaten |
| 2       | 20 november 2006  | Fort 5 in Edegem Bokrijk Stafort in Stabroek Belgische Kust | 10 + 2 speciale afleveringen: Griezelspecial Zeespecial     |
| 3       | 6 augustus 2007   | Planckendael                                                | 3                                                           |
| 4       | 03 maart 2008     | Bokrijk                                                     | 3                                                           |
| 5       | 20 maart 2011     | Bokrijk                                                     | 3                                                           |
| 6       | 10 maart 2014     | Jupille                                                     | 8                                                           |